# Musée de la Vie romantique

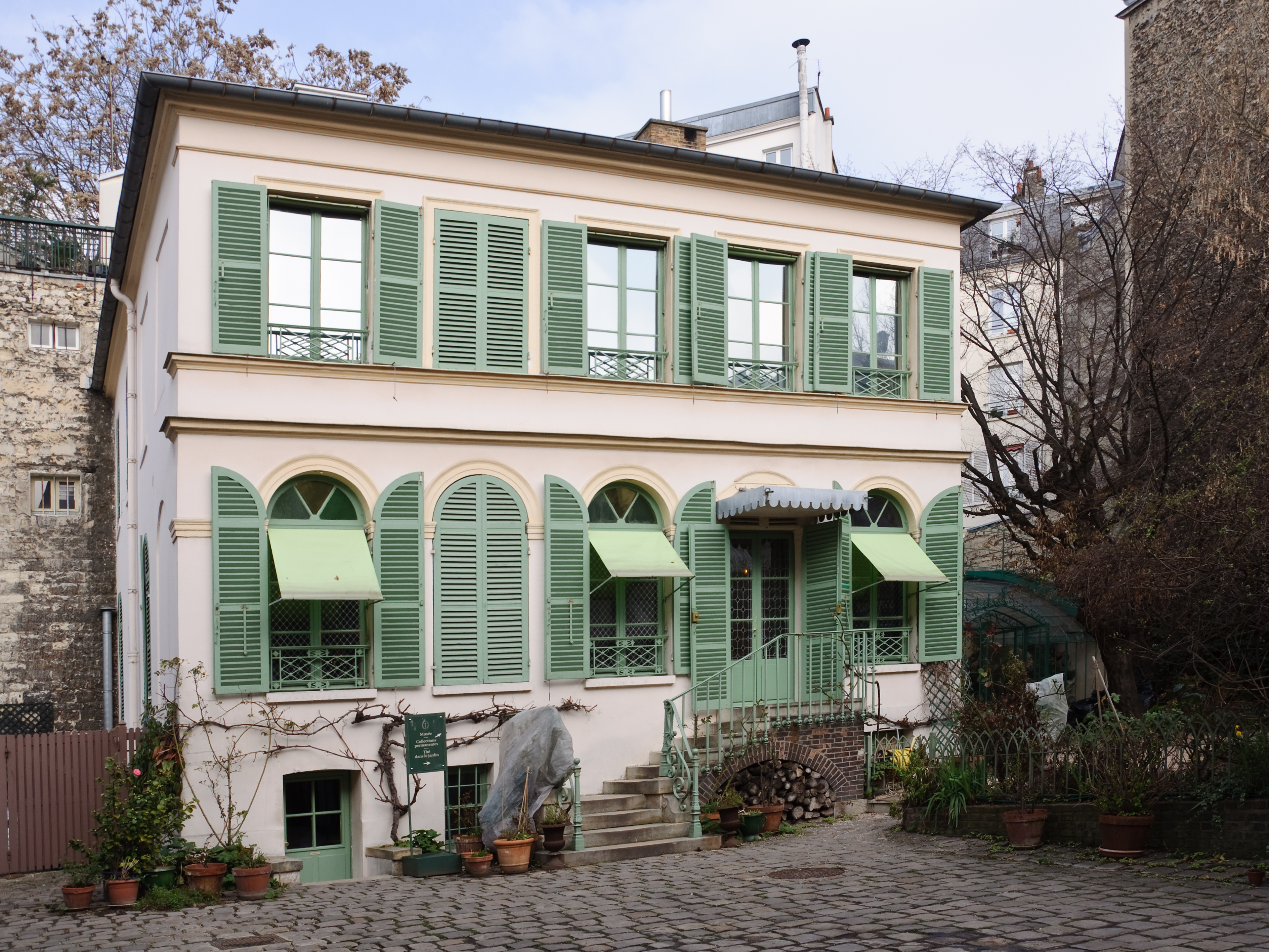
Musée de la Vie romantique

Het Musée de la Vie romantique is een klein museum in Parijs gewijd aan de schilder Ary Scheffer en zijn vrienden en tijdgenoten.
Het museum is gevestigd in de villa in de rue Chaptal in het 9e arrondissement, toen aan de buitenkant van de stad gelegen, die Ary Scheffer in 1830 betrok en het atelier en de ontvangstruimte die hij daarbij liet bouwen. De collectie omvat werken van de schilder en zijn leerlingen en documenten over George Sand. Verder worden er exposities van tijdgenoten gehouden.
Musée de l'Armée ·
Musée d'Art Moderne de la Ville de Paris ·
Musée Carnavalet ·
Centre Pompidou ·
Cité des sciences et de l'industrie ·
Musée de Cluny ·
Palais de la Découverte ·
Musée des Égouts de Paris ·
Musée Guimet ·
Institut du monde arabe ·
Musée Grévin ·
Musée Gustave Moreau ·
Musée Jacquemart-André ·
Musée du Louvre ·
Musée Marmottan Monet ·
Muséum national d'histoire naturelle ·
Musée de l'Orangerie ·
Musée d'Orsay ·
Petit Palais ·
Musée Picasso ·
Musée du quai Branly ·
Musée Rodin ·
Musée de la Vie romantique
Zie ook: Lijst van bezienswaardigheden in Parijs
- International Standard Name Identifier: 0000 0001 2171 3892
- Library of Congress Control Number: nr92021294
- Virtual International Authority File: 141480713